# Николаус V (Верле)
Николаус V фон Верле (на немски: Nikolaus V von Werle; * сл. 1341 или пр. 1383 или 1385; † сл. 21 януари 1408) е от 1385/1395 до 1408 господар на Господство Верле (-Голдберг и Варен). 
Той е син на Йохан VI фон Верле (1341–1389/1395) iи съпругата му Агнес фон Верле-Голдберг († 1383), дъщеря на Николаус IV, княз на Верле-Пархим-Голдберг. (1331–1354) и съпругата му Агнес фон Линдау-Рупин († сл. 1361). 
Той управлява господството Верле (-Голдберг и Варен) първо заедно с баща си и след смъртта му сам, а от 1401 г. заедно с по-макия му брат Христоф († 1425).
Николаус V се жени след 7 април 1398 г. за София Померанска-Волгаст († пр. 21 август 1408), вдовица на херцог Ерих I фон Мекленбург, дъщеря на померанския херцог Богислав VI. Той е погребан в катедралата на Доберан. Наследен е от брат му Кристоф.
Николаус V и София Померанска имат дъщеря:
- Юта (Юдит) фон Верле († пр. 1427), омъжена за херцог Хайнрих фон Мекленбург-Щаргард († 1466), син на херцог Улрих I и втората му съпруга Маргарета от Померания.